# Клубничный (Красноярский край)
Клубничный — упразднённый посёлок в Ачинском районе Красноярского края России. На момент упразднения в состав Белоярского сельсовета. Исключен из учётных данных в 1990 году.

## География
Посёлок был расположен на границе с Боготольским районном у остановочного пункта Клубничная Восточно-Сибирской железной дороги, на расстоянии приблизительно 7 км по прямой к северо-западу от села Белый Яр.

## История
Основан как железнодорожная будка в 1895 году. По данным на 1926 год будка 555 км состояла из 2 хозяйств. В административном отношении располагалась в полосе отчуждения Томской железной дороги Боготольского района Ачинского округа Сибирского края.

## Население
По данным переписи 1926 года в будке проживало 13 человек (6 мужчин и 7 женщин), основное население — русские.